# António Coelho Guerreiro
António Coelho Guerreiro (* um 1650 in Alentejo, Portugal; † in Goa, Portugiesisch-Indien) war der erste portugiesische Gouverneur, der auf der Insel Timor seinen Dienst ausführte. Er war von 1702 bis 1705 im Amt.

## Leben
Der erste portugiesische Gouverneur Timors António de Mesquita Pimentel wurde 1697 von Domingos da Costa vertrieben. Sein Nachfolger André Coelho Vieira wurde 1698 von Costa bereits in Larantuka gefangen genommen und nach Macau zurückgeschickt. Costa war Mitglied des Familienclans der Costas, die neben den Hornays die wirkliche Kontrolle über die portugiesischen Besitzungen auf Timor, Solor und den anderen Kleinen Sundainseln ausübten, auch wenn man sich als Untertan der portugiesischen Krone bezeichnete. Beide Clans gehörten zu den Topasse, einer portugiesisch-indonesischen Mischbevölkerung aus der Region.
Offiziell war die Region dem portugiesischen Vizekönig in Goa unterstellt. Dieser entsandte nun Guerreiro als neuen Gouverneur nach Timor. Er sollte die Verwaltung der portugiesischen Besitzungen auf übernehmen. Hauptaufgabe sollte das Durchbrechen der chinesischen Kontrolle über den Handel mit Sandelholz und das Stoppen der niederländischen Expansion sein. Außerdem sollte er sich den rebellischen Costas entgegenstellen. Die Vorgaben Goas waren sehr detailliert bezüglich der Befugnisse und Pflichten des neuen Gouverneurs. So sollten Amtsmissbrauch und eine unangemessene Brutalität vermieden werden. Die Sorgen waren berechtigt, denn Guerreiro war bereits zuvor durch eine gewisse Mordslust aufgefallen.
Guerreiro hatte zuvor in Brasilien, als Kolonialsekretär in Angola (seit 1688) und später als Staatssekretär in Goa (seit 1698) gearbeitet. Im Mai 1701 verließ er Goa, um zunächst nach Macau zu reisen, wo er im Juni eintraf. Am 2. Januar 1702 verließ Guerreiro Macau mit 82 Soldaten, die seine Autorität durchsetzen sollten. Dazu Ausrüstung und einen größeren Reisvorrat, um Nahrungsmittelengpässe in Lifau zu vermeiden, wo er residieren wollte. Unterstützung erhielt er durch portugiesische Händler, die ihm zwei Schiffe aus Macau und Männer für Militäroperationen zur Verfügung stellten, und vor allem durch den hoch angesehenen Bischof Manuel de Santo António, der bei den Verhandlungen mit den Topasse vermittelte. Zuerst reiste Guerreiro über Larantuka nach Solor, dem Hauptstützpunkt der Portugiesen in der Region, doch Domingos da Costa hinderte ihn an der Landung. Schließlich konnte Guerreiro sich aber die Unterstützung von Lourenço Lopes sichern, dem Schwager von Domingos da Costa und sein Vertreter auf Timor, so dass Guerreiro sich ab dem 20. Februar 1702 in Lifau etablieren konnte.
Zwar gelang es Guerreiro in Lifau für Ruhe und Ordnung zu sorgen, doch während seiner dreijährigen Amtszeit wurde er praktisch ständig durch Domingos da Costa belagert. Guerreiro baute eine koloniale Verwaltung auf, ließ in Lifau und Batugade Festungen errichten und vergab den einheimischen Herrschern (Liurai) den militärischen Rang eines coronel (Oberst). Eine Tradition, die bis zum Ende der portugiesischen Kolonialzeit auf Timor 1975 fortgeführt wurde. Guerreiro berichtete überschwänglich von den Reichtümern Timors, doch Ende 1704 verließ er Lifau desillusioniert, nachdem er praktisch alleine stehend den Kampf um die Herrschaft nicht mehr führen konnte. Andere Quellen geben Meinungsunterschiede mit dem Vizekönig als Grund für den Rücktritt an. Für seine Rückfahrt nach Goa musste Guerreiro sogar die Niederländer um Unterstützung bitten. Trotzdem scheint Guerreiro auf Timor erfolgreich genug gewesen zu sein, um später den Posten des capitão-general von Zambezia zu erhalten. Doch diesen legte er später nieder und kehrte vermutlich nach Goa zurück, wo er schließlich starb.
Von Guerreiro stammt die erste Karte von Lifau.

## Veröffentlichungen
- О Livro de Rezào, 1698–1707

## Belege
- History of Timor – Technische Universität Lissabon (PDF-Datei; 805 kB, englisch)